# 貝可斯 (德克薩斯州)
貝可斯（英語：Pecos）是一個位於美國德克薩斯州里夫斯縣的城市。根據2010年美國人口普查，該地共人口8780人，而該地的面積約為18.90平方千米。同時該地也是里夫斯縣的縣治。

## 地理
貝可斯的座標為31°24′56″N 104°30′00″W / 31.41556°N 104.50000°W，而該地的平均海拔高度為793米（即2601英尺）。